# Bjergmandstro
Bjerg-Mandstro (Eryngium campestre) er en flerårig, urteagtig plante med en opret, tæt forgrenet vækst. Bjerg-Mandstro vokser spredt på lysåbne, tørre og varme voksesteder med et ringe indhold af kvælstof.

## Beskrivelse
Stænglerne er runde i tværsnit og helt hårløse. Bladene er spredtstillede og hele med en aflang til håndformet vækst og fjersnitdelte eller snitdelte. Blomstringen foregår i juni-juli, hvor man finder blomsterne samlet i endestillede stande. De enkelte blomster er grønligt-hvide, rørformede og frugtbare. Frugterne er nødder.
Rodsystemet består af en jordstængel, der når indtil 2 m ned, en kraftig pælerod og mange, trævlede siderødder.
Højde x bredde og årlig tilvækst: 0,50 x 0,50 m (50 x 50 cm/år). Målene kan bruges til beregning af planteafstande i fx haver.

## Hjemsted
Bjerg-Mandstro vokser spredt på lysåbne, tørre og varme voksesteder med et ringe indhold af kvælstof. Arten tilhører plantesamfundet Festuco-Brometea. 
På Siegendorfer Puszta ved Neusiedler See i det nordlige Burgenland, Østrig, findes arten på svagt sur silikatbund sammen med bl.a. Aks-Ærenpris, Kattefod, Kløvplade, Dianthus pontederae (en art af Nellike), Eng-Rottehale, Festuca valesiaca, Hare-Kløver, Håret Høgeurt, Iris humilis,Iris humilis, Iris humilis, Jord-Star, Kugle-Jupiterskæg, Lancet-Vejbred,Silene otites (en art af Limurt), Spinkel Kambunke, Thesium linophyllon (en art af Nålebæger) og Ædel-Kortlæbe